# Suburra

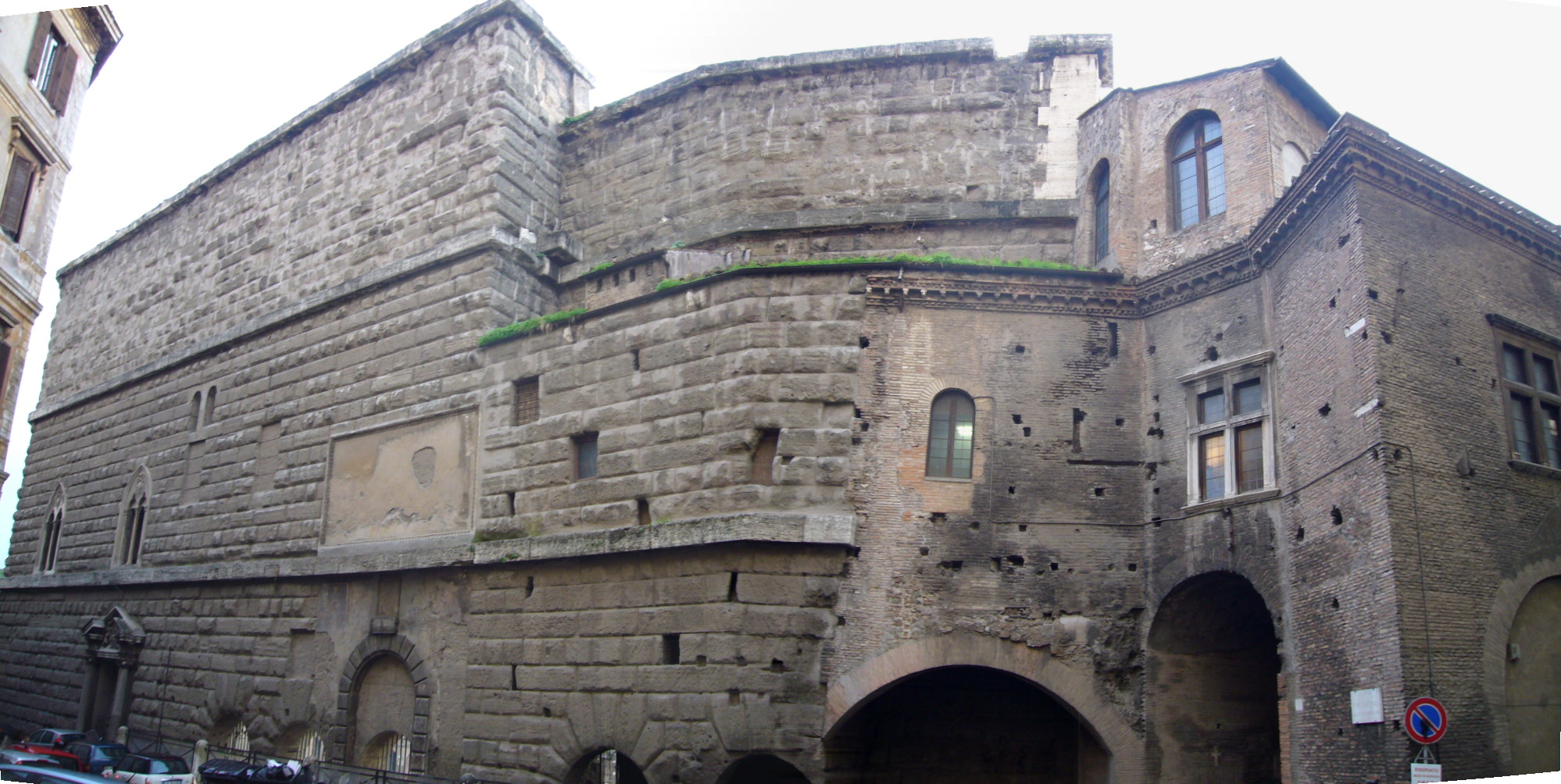
Il muro che divideva la Suburra dai Fori Imperiali e la Casa dei Cavalieri di Rodi

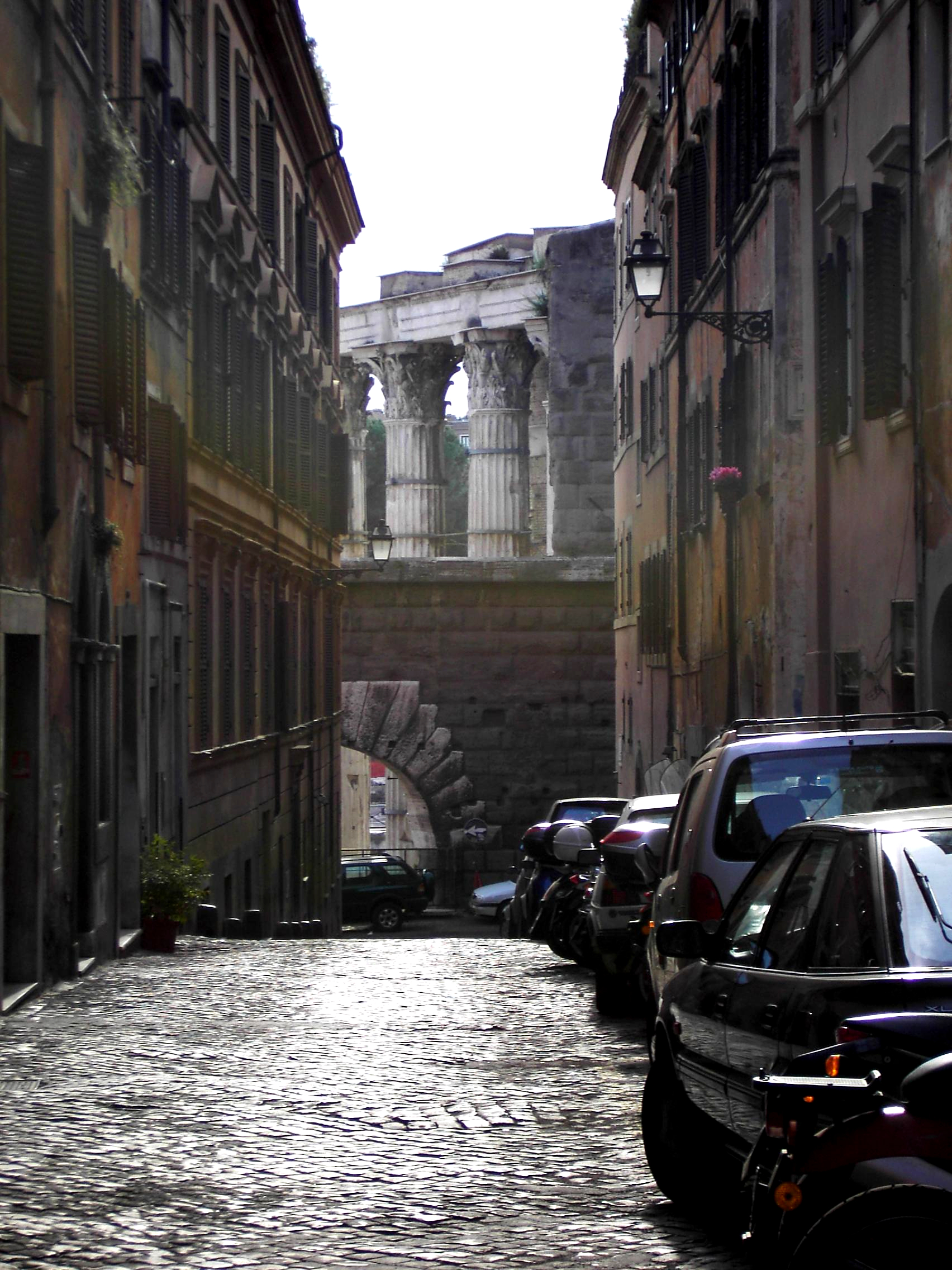
Dalla odierna via Baccina, vista sul muro della Suburra, l'Arco dei Pantani e il tempio di Marte ultore

La Suburra, o Subura (di etimo ignoto), era un vasto e popoloso quartiere dell'antica Roma, situato a sud del Murus Terreus alle Carinae, che si estendeva sulle pendici dei colli Quirinale e Viminale fino alle propaggini dell'Esquilino (Oppio, Cispio e Fagutal).
Poiché la parte bassa del quartiere era costituita da sottoproletariato urbano che viveva in condizioni miserabili, benché affacciata su un'area monumentale e di servizi pubblici, nonché un ben noto quartiere a luci rosse, il termine suburra ha conservato, nel linguaggio comune, il significato generico di luogo malfamato, teatro di malaffare, crimini e immoralità.
Giulio Cesare visse in una casa familiare (domus) nella Suburra fino a quando, nel 63 a.C., fu eletto pontefice massimo a 37 anni. Anche il poeta Marziale abitò nel quartiere.

## Storia
In origine fece parte del cosiddetto Septimontium, un'area della città associata a una processione religiosa che si festeggiava l'11 gennaio di ogni anno fin dal regno di Numa Pompilio.
Il quartiere era percorso dall'Argileto (attuali via Leonina e via della Madonna dei Monti), il quale, in corrispondenza del Cispio, si divideva nel vicus Patricius (attuale via Urbana) in direzione della porta Viminale delle mura repubblicane e nel clivus Suburanus (attuale via in Selci) in direzione della porta Esquilina. Quest'ultima via segnava il confine tra la Regio IV e la Regio V della suddivisione augustea dell'Urbe.
A partire dal I secolo a.C., la parte bassa della valle fu occupata prima dal Foro di Cesare, inaugurato nel 46 a.C. sotto la pendice orientale del Campidoglio, poi dal Foro di Augusto, inaugurato nel 2 a.C. A questi spazi pubblici si aggiunsero poi, proseguendo verso la valle del Colosseo,  il Tempio della Pace nel 75 d.C., il Foro di Nerva inaugurato nel 97 d.C. e infine - grazie allo sbancamento della sella collinare tra il Colle Quirinale e il Campidoglio - il Foro di Traiano, inaugurato nel 112 d.C.. Queste aree monumentali vennero messe al riparo dagli incendi, che frequentemente scoppiavano nei casamenti popolari della Suburra, costruendo già al tempo di Augusto la gigantesca muraglia che ancor oggi resiste, confine e unica traccia affiorante nella città moderna della Suburra antica.
Sulle rovine della Suburra e dei Fori sorsero, nel Medioevo, case e torri di famiglie aristocratiche, alcune delle quali tuttora conservate anche se assai modificate, come la Torre dei Conti e la Torre del Grillo.
Il tessuto urbano del quartiere, che oggi fa parte del rione Monti, fu tuttavia pesantemente manomesso con l'apertura di via Cavour e di via degli Annibaldi alla fine del XIX secolo, mentre le demolizioni degli anni trenta del XX secolo per la costruzione della via dell'Impero (oggi Via dei Fori Imperiali) cancellarono tutta l'edilizia civile e religiosa che, dal Rinascimento in poi, s'era installata sui Fori.

## Il muro della Suburra

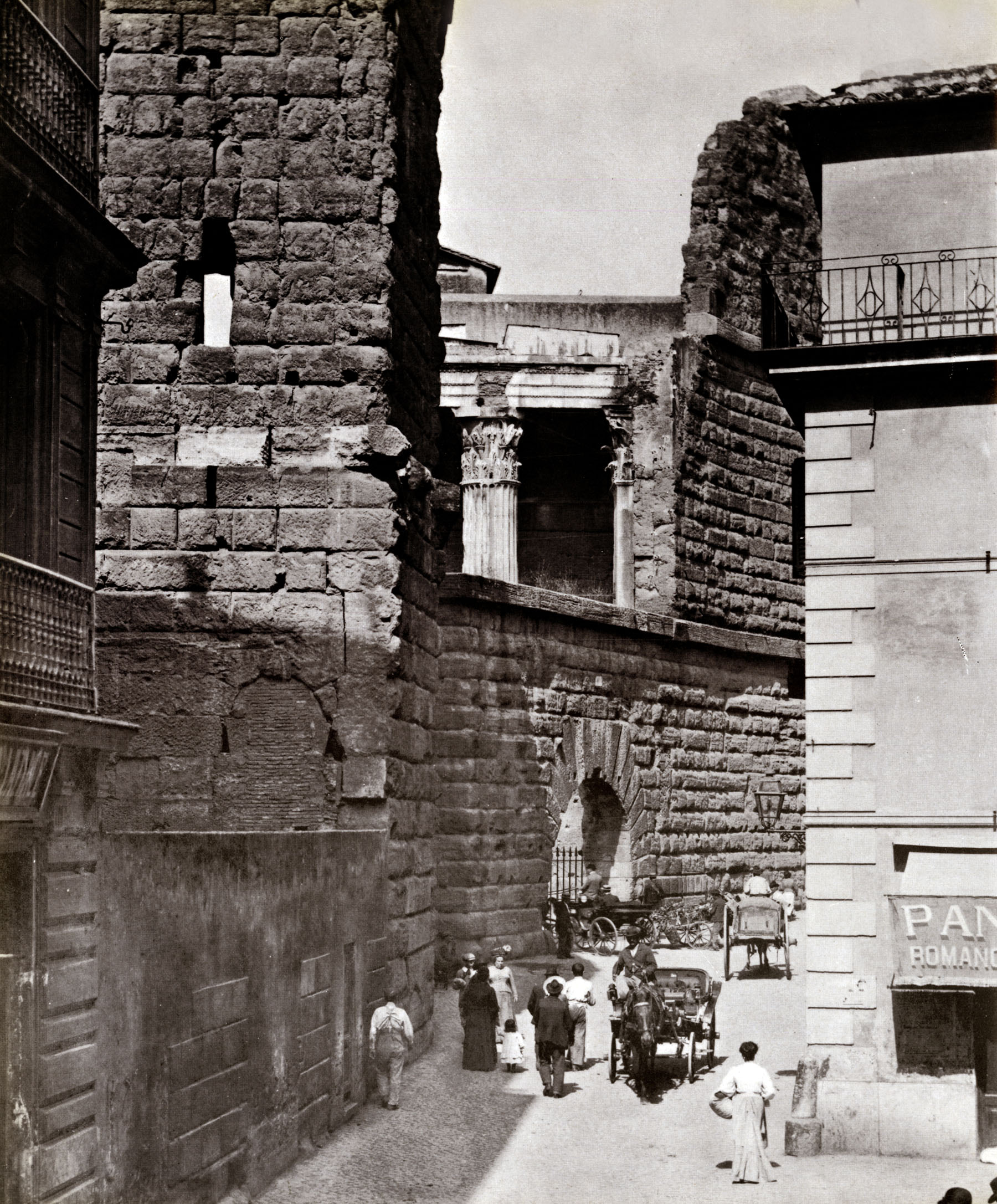
Muro della Suburra e Arco dei Pantani in una foto del 1880 ca

È un monumento particolarissimo: realizzato in pietra gabina, che i romani consideravano particolarmente resistente al fuoco, è alto 33 metri dal piano di calpestio del Foro e costruito a struttura isodoma. I massi che lo compongono - in piani di posa esattissimi - non sono legati da malta, ma solo collegati tra loro da incastri di quercia a coda di rondine, e la muraglia, intervallata da tre ricorsi di travertino, si regge da oltre 2000 anni per il proprio stesso peso.
Al tempo della sua costruzione, il muro adempiva a diverse funzioni: protezione antifuoco, separazione dello spazio residenziale dallo spazio monumentale e pubblico della città e quinta monumentale del Tempio di Marte Ultore, in forte contrasto cromatico con esso. L'accesso al Foro avveniva a fianco del Tempio di Marte Ultore, attraverso l'arco in conci di travertino ancora esistente e visibile, pur tra auto parcheggiate, che venne denominato in epoca medioevale - a seguito dell'impaludamento della zona dei Fori - "Arco dei Pantani".

## Posizione geografica

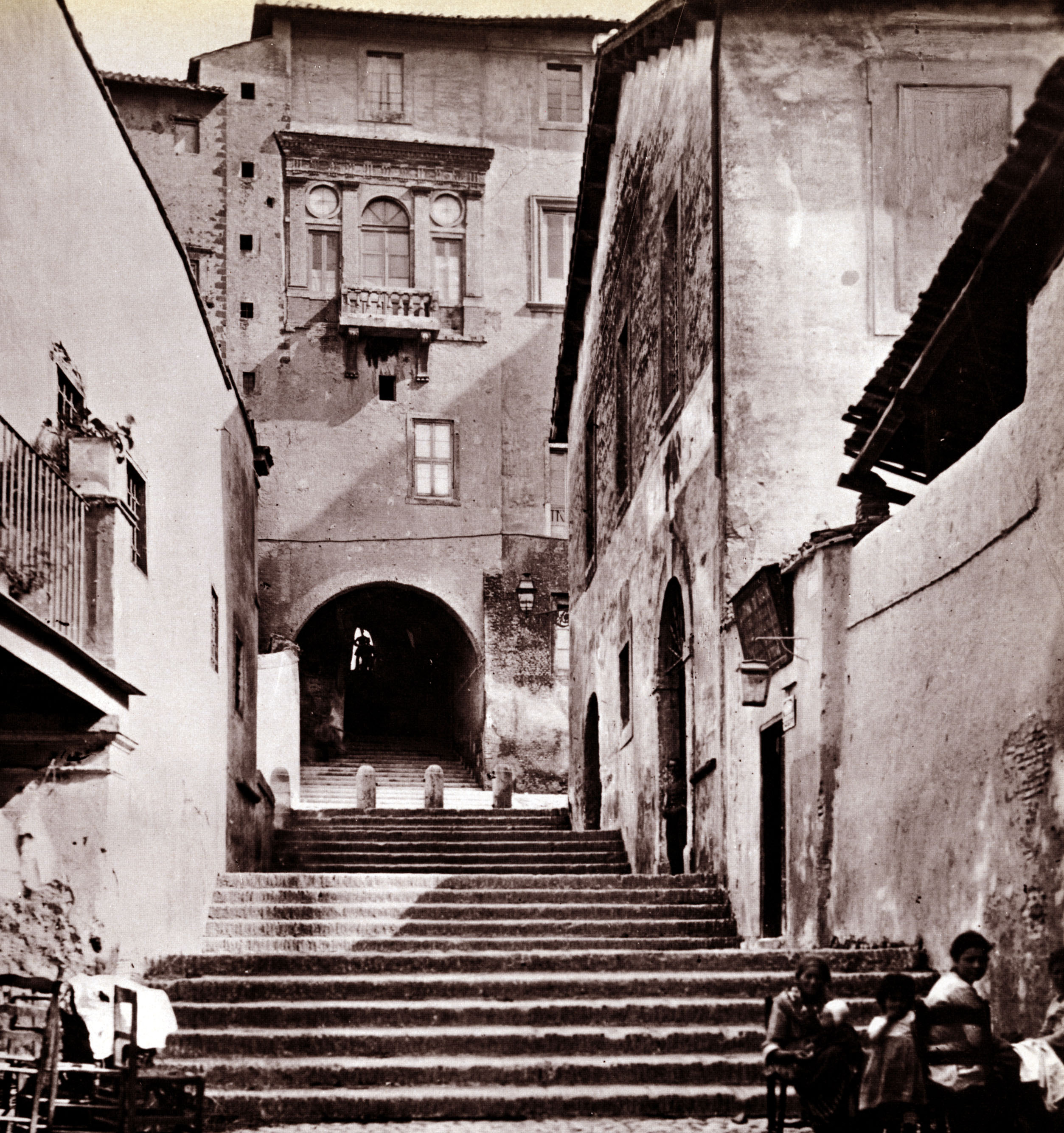
Palazzetto Borgia e Arco della Suburra 1880

L'orografia della zona, con l'avvallamento tra le pendici dei colli maggiori che confluisce verso la valle tra Campidoglio e Palatino in direzione del Tevere, condizionò il sistema viario e l'articolazione del quartiere, con abitazioni di senatori e cavalieri nelle parti più elevate (resti sotto le odierne chiese di San Pietro in Vincoli, sul Fagutale, e di Santa Pudenziana, sul Viminale), mentre il fondovalle, la parte più popolare e malfamata, era occupato da grandi insulae (palazzi di abitazione a più piani), come quelle ritrovate durante i restauri del convento di San Martino ai Monti). 

## In letteratura
La Suburra è citata nella serie di romanzi storici I signori di Roma di Colleen McCullough, nel romanzo Sangue su Roma di Steven Saylor, e nella serie SPQR di John Maddox Roberts.